# Тъэюкууль
Тъэюкууль (Теюкууль) — река на Дальнем Востоке России. Протекает по территории Чаунского района Чукотского автономного округа. Длина реки — 50 км.
Название в переводе с чукотского языка Тъэюкуул — «солёная глубокая река».
Берёт истоки у восточного подножия сопки Наглёйнгын, протекает в юго-восточном направлении по территории Чаунской низменности (в низовьях по сильно заболоченной местности, в окружении небольших озёр), впадает в общее гирло с её крупнейшим притоком Ыттыккульвеем в Чаунскую губу Восточно-Сибирского моря. Имеет приток Ржавый, и несколько безымянных ручьёв.
Через русло реки проходит ледовая переправа автозимника Певек—Билибино.